# Jitsi
Jitsi (französische Schreibweise für das bulgarische жици schizi „Drähte“, Aussprache ['ʒitsi]) ist eine Sammlung freier Software für IP-Telefonie (VoIP), Videokonferenzen und Instant Messaging. Der Ursprung war ein Java-basierter Messenger-Client für XMPP und weitere Protokolle, jetzt Jitsi Desktop genannt. Inzwischen gibt es mit Jitsi Meet eine Software für Videokonferenzen, die im Webbrowser, als mobile App und als Electron-basierte Desktopanwendung für Windows, MacOS und Linux genutzt werden kann.
Durch die COVID-19-Pandemie gewann Jitsi Meet viele neue Nutzer in Schulen, Bildungseinrichtungen, der Verwaltung und in Unternehmen, nicht zuletzt wegen der einfachen Bedienbarkeit ohne Installation auf dem Desktop-Computer und der Datensparsamkeit bei der Anmeldung.

## Geschichte
Die Entwicklung von Jitsi, damals noch „SIP Communicator“ (SIP ist ein Akronym für Session Initiation Protocol), wurde 2003 von dem gebürtigen Bulgaren Emil Ivov als Masterarbeit seines Informatik-Studiums an der Universität Straßburg begonnen. Ende 2006 war das Projekt so weit fortgeschritten, dass eine erste Alpha-Version veröffentlicht werden konnte. Eine erste grafische Benutzeroberfläche war vorhanden, die wichtigsten Protokolle bereits implementiert und alle gängigen Betriebssysteme (Windows, Linux und macOS) wurden unterstützt. Jitsi ist in Java implementiert und somit auf allen Plattformen mit einer Java-Laufzeitumgebung nutzbar.
Im November 2007 erschien die zweite Alpha-Version, die schon wesentlich mehr Funktionalität bot. Neben der Einbindung weiterer Protokolle wurde auch stark auf dem OSGi-Framework aufgesetzt, das für neue Entwickler sehr einstiegsfreundlich ist. Durch Neuerungen wie Benutzer-Avatare oder erweiterte Verlaufs-Funktionalität wurde auch der Komfort erhöht.
Die Zahl der Entwickler, die an dem Open-Source-Projekt mitarbeiteten, stieg drastisch an. Dadurch konnte die dritte Alpha-Version bereits im Februar 2008 erscheinen. Der Schwerpunkt wurde jetzt auf Konferenz-Chats und Internationalisierung (Einbindung der bekanntesten Sprachen) gelegt.
2009 gründete Emil Iwow zusammen mit seiner Studienkollegin Jana Stamtschewa das Unternehmen Blue Jimp, um Beratungsleistungen für Jitsi anzubieten und die Weiterentwicklung sicherzustellen.
SIP-Communicator beziehungsweise Jitsi ist seit 2009 Teilnehmer beim Google Summer of Code (GSoC). Ein beträchtlicher Teil der Jitsi-Codebasis wurde von GSoC-Teilnehmern beigesteuert.
2011 wurde das Projekt in Jitsi umbenannt, da es sich nach der dazugekommenen Unterstützung von Audio- und Video-Gesprächen nicht mehr nur um ein SIP-Softphone, sondern um einen Instant Messenger mit Audio- und Videotelefoniefunktion handelt. Nightly Builds wurden im März 2011 zu Beta-Versionen erkoren. Seit diesem Jahr unterstützt Jitsi auch den Audio-Codec SILK.
Beim Vergleich von Jitsi mit Skype, Ekiga, Empathy und NullTeam Yate q14 durch die Zeitschrift Chip Linux im März 2014 war Jitsi Testsieger mit 5 von 5 Punkten.
2015 wechselte das Projekt von der LGPL- zur Apache-Lizenz, um die Hürden bei der Integration von Jitsi in andere Software zu senken; seit 2015 kann Jitsi auch als JavaScript Library direkt im Browser ohne Softwareinstallation ausgeführt werden, einstweilen für Chrome, Opera und Mozilla Firefox (ab Version 40). Mit der Jitsi Videobridge können Konferenzräume realisiert werden, die mit geringen Server-Ressourcen auskommen und sparsam mit der Bandbreite sind. Ein solcher Service wird von den Jitsi-Entwicklern auch selbst angeboten.
Außerdem wird 2015 die Firma Blue Jimp von Atlassian gekauft.
2018 übernimmt die Firma 8x8 das Entwicklerteam und die Markenrechte von Atlassian, um Jitsi in ihre eigenen Produkte zu integrieren.
Mitte 2020 nutzten ca. zehn Millionen Personen die Plattform.
2023 wird die Nutzung in eingebetteter Form (etwa innerhalb von Webseiten oder Lernplattformen) eingeschränkt auf 5 Minuten, der Abschluss eines Jitsi-as-a-Service Vertrages wird empfohlen.

## Jitsi Meet

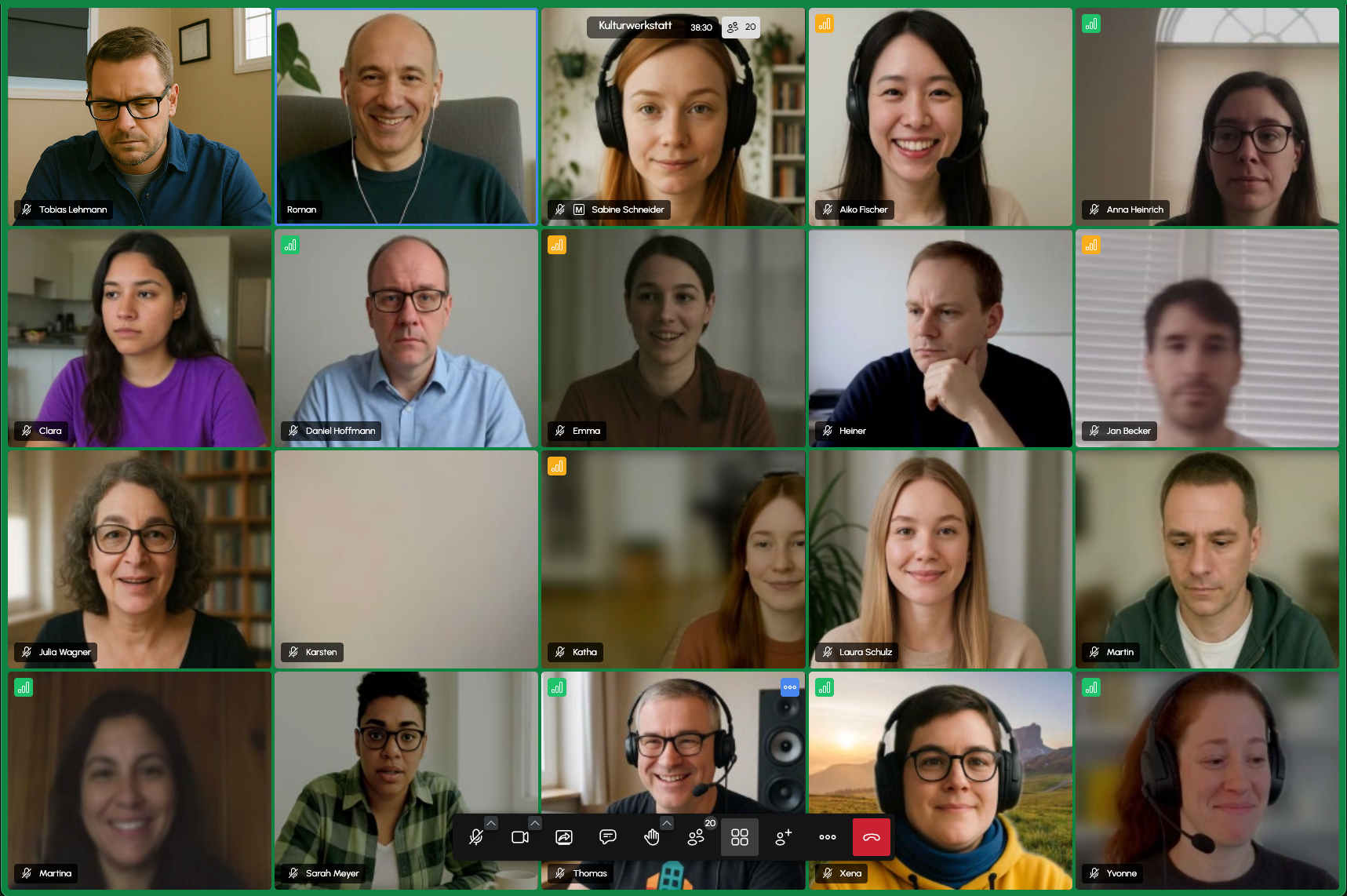
Bildschirmaufnahme einer Jitsi Meet Videokonferenz (Galerieansicht)

Jitsi Meet ist eine WebRTC-basierende Software für Videokonferenzen. Der gesamte Jitsi-Softwarestack wird über den XMPP-Server Prosody verwaltet. Jitsi Meet ist eine Serversoftware, die für die Nutzer den Client als Webapplikation bereitstellt, während die Jitsi Videobridge die Server-Komponente bildet. Die maximale Teilnehmerzahl einer Konferenz hängt von der jeweiligen Installation ab. Bei großen Installationen werden in einer Konferenz über 200 Teilnehmer unterstützt. Die Gesamtanzahl an Teilnehmern einer Installation hängt von der Anzahl der Videobridges ab. Es werden Installationen für mindestens 5000 gleichzeitige Teilnehmer betrieben.
Jitsi Meet kann im Webbrowser, als mobile App für Android und iOS und als Electron-basierte Desktopanwendung für Windows, MacOS und Linux benutzt werden.

## Jitsi Videobridge
Jitsi Videobridge ist eine Open-Source-Videokonferenzlösung, die WebRTC unterstützt und die Kommunikation zwischen mehreren Nutzern in einer Videokonferenz ermöglicht, und wird häufig zusammen mit Jitsi Meet eingesetzt. Genauer handelt es sich hierbei um eine sogenannte Selective Forwarding Unit (SFU). Eine SFU hat den Vorteil, dass der Server nicht alle eingehenden Videostreams an jeden Teilnehmer weiterleitet, sondern nur die jeweils relevanten Streams überträgt. Dadurch wird die aufzuwendende Rechenleistung erheblich reduziert, da weniger Videodaten kodiert oder dekodiert werden müssen. Jitsi Videobridge verteilt somit die gerade aktiven Videostreams an alle Teilnehmer, damit diese direkt die relevanten Inhalte empfangen, ohne einer zentralen Verteilung.
Im Gegensatz zu klassischen Multipoint Control Units (MCUs), die Videostreams zentral verarbeiten und zu einem einzigen Stream zusammenfassen, agiert Jitsi Videobridge als intelligenter Vermittler. Dadurch wird die Bandbreitennutzung optimiert, und das System bleibt auch bei einer steigenden Anzahl von Teilnehmern skalierbar.
Während dieser Ansatz auf Serverseite nur eine vergleichsweise geringe CPU-Leistung erfordert, kann er auf Clientseite jedoch eine bessere Internetverbindung und potenziell eine höhere Rechenleistung voraussetzen, da jeder Teilnehmer mehrere Streams empfangen und verarbeiten muss.

## Jitsi Desktop
Jitsi Desktop ist eine gleichnamige Anwendungssoftware, die auf einem Desktop-Computer installiert werden muss. Die Software unterstützt in allen Protokollen Präsenz- und Sofortnachrichten. In den meisten Fällen ist auch Dateiübertragung möglich. (Video-)Telefonie ist derzeit mit SIP und Jingle möglich, jedoch nicht mit Jitsi Meet, dafür gibt es wiederum eine eigene Jitsi Meet Desktopanwendung. Die Unterstützung der Google-Variante von Jingle (Google Talk) ermöglicht auch Verbindungen von einem Gmail-Konto zu Android-Geräten. Darüber hinaus bietet Jitsi Desktop folgende Merkmale:
- Verschlüsselte Kommunikation mit OTR für die Sofortnachrichten und ZRTP für Bild und Ton
- Desktop-Sharing – Freigabe des eigenen Bildschirmes zur Ansicht und zur Bedienung durch die andere Seite, „Fernsteuerung“ genannt
- Audiokonferenzen ohne weitere Infrastruktur
- Konfiguration aus der Ferne (Provisioning)
- Direktverbindungen für die Mediendaten P2P über Interactive Connectivity Establishment und Universal Plug and Play (UPnP). Um hartnäckige NAT-Konfigurationen zu beherrschen, stellt Jitsi Möglichkeiten zum Routen der RTP-Pakete in Form von JingleNodes und TURN zur Verfügung.
- Volle IPv6-Protokoll-Unterstützung

Unterstützte Protokolle
Jitsi Desktop unterstützt alle gängigen Protokolle bekannter Instant Messenger. Teilweise befindet sich die Implementierung der Protokolle allerdings noch in der Entwicklung und liefert nicht immer die gewünschten Ergebnisse. Zu den bereits implementierten Protokollen gehören:
Präsenz, Sofortnachrichten und (Video)-Telefonie
- SIP – Audio und Video
- XMPP einschließlich der Erweiterung Jingle für Audio und Video

Präsenz- und Sofortnachrichten
- OSCAR (ICQ/AIM)
- Windows Live Messenger (MSN)
- Yahoo
- Facebook
- Bonjour
- IRC

Zahlreiche Audio- und Videocodecs werden unterstützt:
- G.722
- SILK
- G.711
- GSM
- iLBC
- Speex (auch Breitband)
- G.728
- Opus[22]
- H.264
- H.263
- VP8[23]
- VP9[24]

## Nutzung
Im Zuge der Schulschließungen aufgrund der COVID-19-Pandemie gewann Jitsi Meet 2020 viele neue Nutzer durch Online-Unterricht, da es ohne Anmeldung und ohne Installation auf dem Desktop-Computer verwendet werden kann. Deshalb wurde es von vielen Plattformen für den Online-Unterricht empfohlen.
Zahlreiche Unternehmen, Bildungseinrichtungen, wie das Leibniz-Rechenzentrum, oder Behörden wie Dataport betreiben „Jitsi Meet“-Instanzen zugänglich für authentifizierte Mitglieder. Andere Initiativen, Vereine oder Bildungseinrichtungen betreiben offene und kostenlose „Jitsi Meet“-Instanzen zur freien Nutzung, dazu gehören fairmeeting mit einer sehr leistungsfähigen Instanz (von fairkom DSGVO-konform gehostet auf eigenem kubernetes-Cluster)  sowie 8×8 selbst. Von der Nutzung der Instanz des Jitsi-Meet-Herstellers rät der Verein Digitalcourage allerdings ab, weil sie nicht trackerfrei ist, auf AWS gehostet wird und Daten in die USA abfließen. Zudem lassen sich hier seit dem 24. August 2023 keine anonymen Videokonferenzen mehr erstellen; eine Anmeldung über Google, GitHub oder Facebook ist notwendig.